# 169 Dywizja Strzelecka (ZSRR)
169 Dywizja Strzelecka (ros. 169-я стрелковая дивизия) – związek taktyczny piechoty Armii Czerwonej.
Dywizja wzięła udział w kampanii wrześniowej w składzie 17 Korpusu Strzeleckiego. Po przeniesieniu do 55 Korpusu Piechoty uczestniczyła w obronie terytorium ZSRR atakowanego w 1941 przez wojska III Rzeszy i jej sojuszników.
169 Dywizja Strzelecka dowodzona przez pułkownika Fiodora Wieriewkina uczestniczyła w walka o Białystok. Jego zdobycie 27 lipca 1944 było równoznaczne z zakończeniem okupacji niemieckiej. W tym czasie dywizja wchodziła w skład 41 Korpusu Piechoty z 3 Armii. 

## Struktura organizacyjna
W 1939
- 434 pułk strzelecki
- 556 pułk strzelecki
- 680 pułk strzelecki
- 370 pułk artylerii lekkiej
- 342 pułk artylerii haubic
- 160 dywizjon przeciwpancerny
- dywizjon artylerii przeciwlotniczej
- 152 batalion rozpoznawczy
- 171 batalion saperów
- 159 batalion łączności
- 258 batalion medyczno-sanitarny
- kompania przeciwchemiczna
- 100 batalion transportowy
- piekarnia polowa
- stacja poczty polowej

## Dowódcy dywizji
- płk Nikołaj Nikitin (był w 1939)[6]
- gen. mjr Iwan Turunow[2]
- płk Fiodor Wieriewkin[3]